# Midea
Midea o Mídea (en grec antic: Μίδεια o Μιδέα) fou una població de l'antiga Grècia situada a l'Argòlida.

## Mitologia
Segons la Biblioteca d'Apol·lodor, originalment s'anomenava Persèpolis (Περσέως πόλις), en referència a l'heroi Perseu. El seu nom posterior derivaria de Midea, l'esposa d'Electrió, fill de Perseu, residència d'aquest rei i lloc de naixement de la seva filla Alcmena. Pausànies diu que formava part d'una primera divisió del país, juntament amb l'Herèon d'Argos i Tirint, i era territori de Pretos, rei de Tirint. Va ser la residència d'Hipodamia, quan la van desterrar.

## Història
Argos la va destruir poc després de les guerres mèdiques, probablement al mateix temps que Tirint, segons Pausànies i Estrabó. Estrabó diu que la ciutat era a prop de Tirint, i per la menció a l'Herèon que fa Pausànies havia d'estar situada a la banda est de la plana de l'Argòlida. Pausànies diu també que, sortint de Tirint per la via que va d'Argos a Epidaure, Midea es troba a l'esquerra. Hom la situa entre la vila de Dendrá i la població que actualment porta el nom de Midea.